# Język wojwodińskorusiński
Język wojwodińskorusiński (inaczej język baczwańsko-rusiński) – język, lub odmiana języka rusińskiego, którym od połowy XVIII wieku posługują się Rusini, którzy przewędrowali na tereny południowej Panonii. Obecnie jest uznany za jeden z sześciu języków urzędowych Wojwodiny, która jest autonomiczną prowincją na północy Serbii.

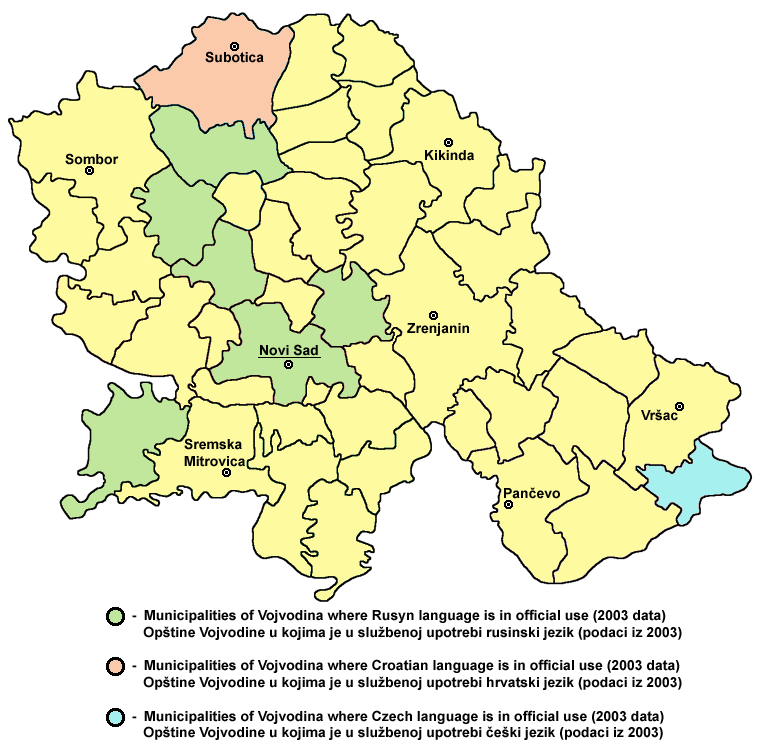
Oficjalne użycie języka wojwodińskorusińskiego, chorwackiego i czeskiego w Wojwodinie (dane z 2003 r.)

## Historia
Od połowy XVIII wieku na terenie współczesnej Wojwodiny powstawały rusińskie osady. W 1849 r. liczyły 8,5 tys. osób, obejmując miejscowości Ruski Krstur, Kucura, Nowy Sad, Šid, Berkasovo, Stari Vrbas, Bačinci, a także Petrovci i Mikluševci w dzisiejszej Chorwacji.
Za pośrednictwem duchowieństwa greckokatolickiego, które kształciło się głównie w Galicji, do Rusinów z południowych regionów Węgier zaczęły napływać nurty literackie i językowe stamtąd. Doprowadziło to do pewnego rodzaju dyglosji, gdyż mowa ludowa w Panonii różniła się od lokalnych standardów w Galicji, z której pochodziła największa część literatury.
Jednym z najważniejszych dzieł, prezentujących ówczesną twórczość poetycką w języku rusińskim, był zbiór wierszy różnych autorów rusińskich pod tytułem: „Słowik Ruski” („Русскій соловей”) pod redakcją Mihaila Vrabelja, wydany w 1890 roku. W zbiorze znajdowała się poezja w dialektach rusińskich z różnych regionów ówczesnych Węgier. Redaktor podkreślił w podtytule zbioru dialektologiczne zróżnicowanie, ukazując bogactwo i różnorodność rusińskiego dziedzictwa językowego.

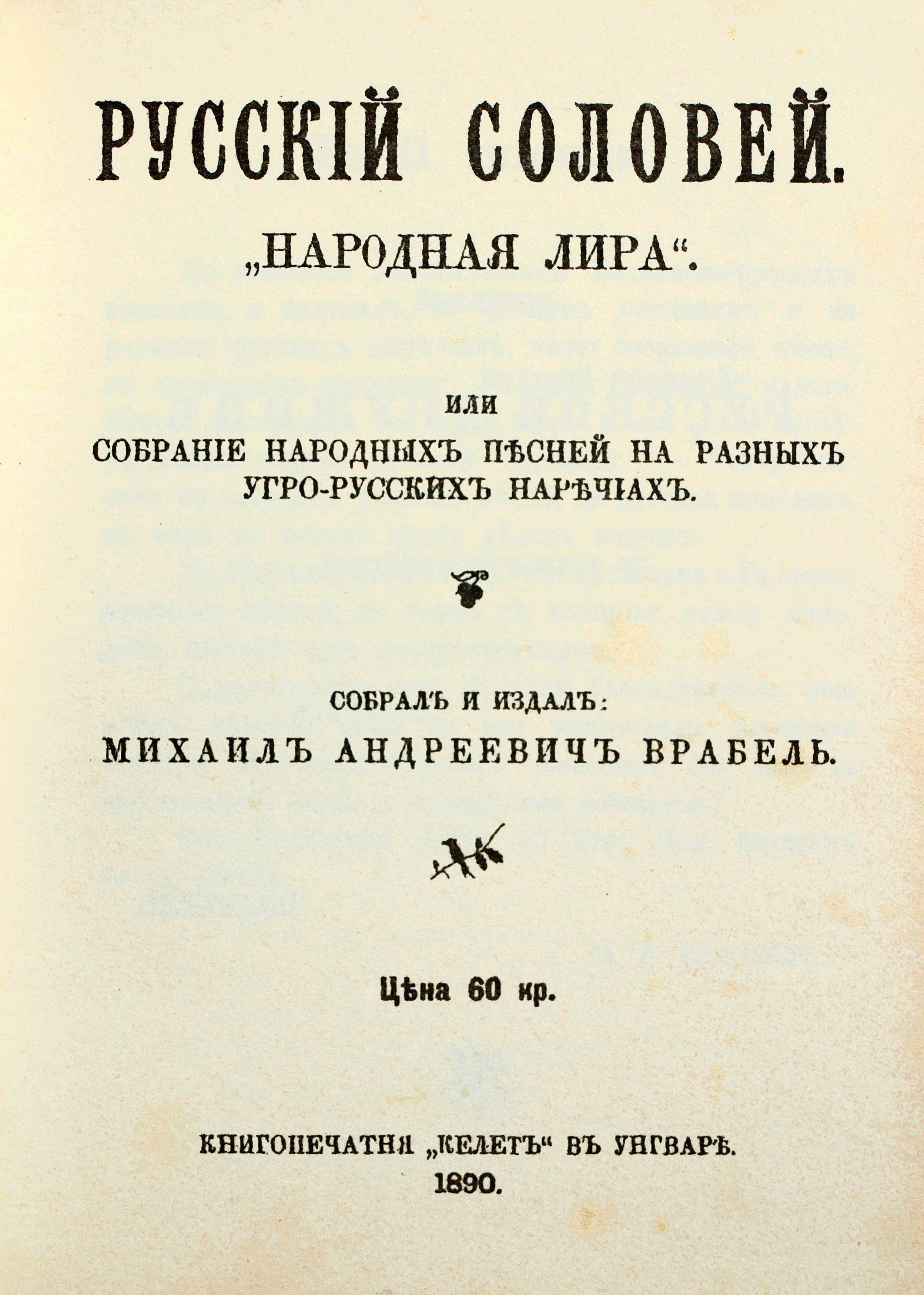
„Słowik Ruski” (1890) Mihaila Vrabelja – strona tytułowa

Dodatkowym utrudnieniem dla rozwoju kultury rusińskiej była prowadzona przez rząd węgierski polityka miadziaryzacji, utrudniająca rozwój kulturalny i narodowy wszystkich mniejszości etnicznych, w tym Rusinów panońskich, których nie uznano za odrębną mniejszość. Rusinami zaś określano całość populacji wschodniosłowiańskiej w państwie. Taka sytuacja trwała aż do upadku monarchii austro-węgierskiej.
Po zakończeniu I wojny światowej w Wielkim Zgromadzeniu Ludowym 25 listopada 1918 roku w Nowym Sadzie, gdzie podjęto decyzję o przyłączeniu Wojwodiny do Królestwa Serbii, wzięło udział aż 21 przedstawicieli rusińskiej wspólnoty narodowej. Język wojwodińskorusiński został zaś oficjalnie skodyfikowany w 1923 roku wraz z wydaniem „Gramatyki języka baczwańsko-rusińskiego” przez Gabriela Kostelnyka. Gramatyka Kostelnyka, mimo że opierała się na analizie miejscowego materiału językowego, przedstawiała mowę Rusinów Panońskich jako część szerszego korpusu języka ukraińskiego, co stało się powodem licznych sporów i konfliktów charakteru nie tylko językowego, ale też tożsamościowego, które trwają do dziś.
Tóż po zakończeniu II wojny światowej w nowej Jugosławii powstała tzw. „Matica rusinska” („Руска матка”), której program obejmował pielęgnowanie rusińskiego dziedzictwa językowego. Tę organizację kulturowo-oświatową rozwiązano jednak już po trzech latach pod naciskiem władz komunistycznych, a jednym z głównych powodów podjęcia takiej decyzji były kontrowersyjne kwestie związane z przenikaniem się tożsamości rusińskiej i ukraińskiej.
Problem ten osiągnął punkt kulminacyjny na początku 1967 roku, kiedy przedstawiciele ruchu pro-ukraińskiego wystąpili z inicjatywą, w której m.in. żądali wprowadzenia ukraińskiego języka literackiego do życia publicznego Rusinów w Jugosławii zamiast rodzimej mowy tej społeczności. Sygnatariusze inicjatywy otwarcie sprzeciwiali się dalszemu rozwojowi wojwodińskorusińskiego języka literackiego, opowiadając się za jego stopniowym wyginięciem. Takie postulaty nie znalazły poparcia wśród narodu rusińskiego, dlatego też nie zostały podtrzymane w strukturach państwowych. 21 lutego 1969 roku język rusiński oficjalnie uznano za jeden z pięciu języków urzędowych Wojwodiny.

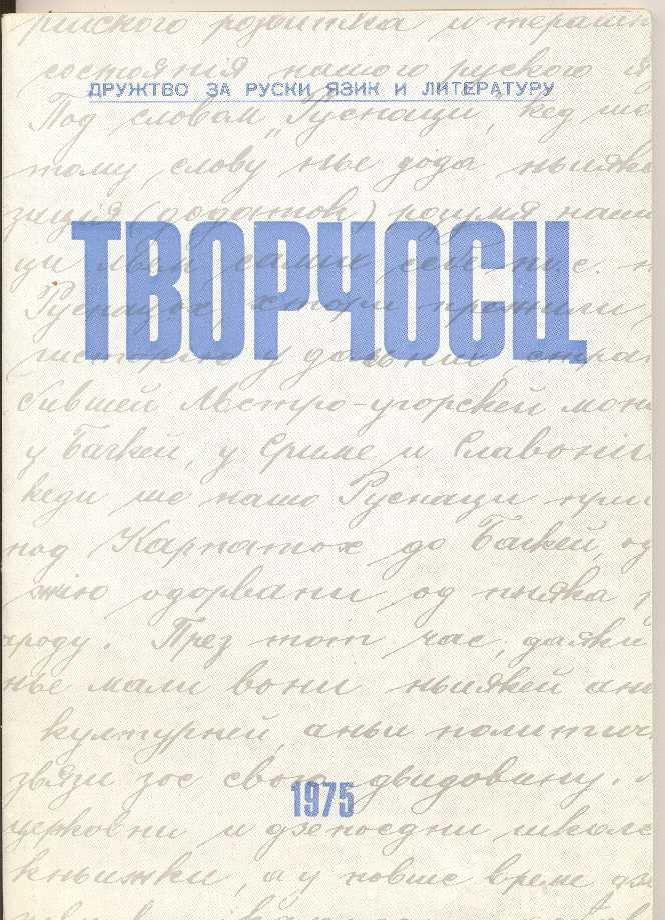
Okładka rocznika „Творчосц”, 1975 r.

Prace nad standaryzacją języka wojwodińskorusińskiego w Jugosławii nabrały nowego tempa na przełomie lat 60. i 70. XX wieku. W Nowym Sadzie w 1970 roku założono Towarzystwo Języka i Literatury Rusińskiej (Дружтво за руски язик и литературу), które od 1975 roku wydaje rocznik zatytułowany: „Творчосц”.
W międzyczasie, pisarz i językoznawca Mikola Kočiš opublikował w 1971 roku „Ortografię języka rusińskiego” („Правопис руского язика”), a trzy lata później także jego „Gramatykę języka rusińskiego” („Ґраматика руского язика”).
Począwszy od 1972 roku na Wydziale Filozoficznym w Nowym Sadzie rozpoczęto tworzenie specjalnych jednostek organizacyjnych do studiowania języka wojwodińskorusińskiego i kształcenia kadr na kierunku rusińskim, co następnie doprowadziło do powstania katedry rutenistyki.
Mimo że liczba Rusinów w Serbii i Chorwacji jest znacznie mniejsza od chociażby liczby Rusinów karpackich – według powszechnego spisu ludności w Jugosławii z 1981 r. – zaledwie 23 286 osób – mieli oni możliwość korzystania z praw mniejszościowych w Jugosławii jako wieloetnicznego państwa, co przetrwało i w państwach następczych.

## Pisownia
Do zapisu języka wojwodińskorusińskiego jest wykorzystywany alfabet cyrylicki, składający się z 32 liter. Bardziej przypomina alfabet ukraiński, aniżeli cyrylicę serbską.
| А а | Б б | В в | Г г | Ґ ґ | Д д | Е е |
| Є є | Ж ж | З з | И и | Ї ї | Й й | К к |
| Л л | М м | Н н | О о | П п | Р р | С с |
| Т т | У у | Ф ф | Х х | Ц ц | Ч ч | Ш ш |
| Щ щ | Ю ю | Я я | Ь ь |     |     |     |

## Fonetyka
W języku wojwodińskorusińskim występuje 5 fonemów samogłoskowych i 27 spółgoskowych.

### Samogłoski
| stopień otwarcia | przedni        | centralny      | tylny       |
| stopień otwarcia | niezaokrąglone | niezaokrąglone | zaokrąglone |
| ---------------- | -------------- | -------------- | ----------- |
| przymknięte      | i              |                | u           |
| środkowe         | e              |                | o           |
| otwarte          |                | a              |             |

Akcent zawsze pada na przedostatnią sylabę, podobnie, jak w języku polskim.

### Spółgłoski
Język wojwodińskorusiński posiada 29 spółgłosek, w tym:
- 4 tworzące parę pod względem miękkości: /л/ – /л’/, /н/ – /н’/, /д/ – /д’/, /т/ – /т’/;
- 8 tworzące parę pod względem dźwięczności: /б/ – /п/, /в/ – /ф/, /ґ/ – /к/, /д/ – /т/ (/д’/ – /т’/), /ж/ – /ш/, /з/ – /с/, /дз/ – /ц/, /дж/ – /ч/ (/г/ – /х/ nie tworzą pary, bo mają różne miejsca artykulacji);
- 5 sonorantów: /м/, /н/, /л/, /р/, /ў/ (oraz alofon /г/).

|              |                | Wargowe                | Wargowe          | Przedniojęzykowe       | Przedniojęzykowe    | Przedniojęzykowe    | Środkowojęzykowe | Środkowojęzykowe | Krtaniowe |
| Dwuwargowe   | Wargowo-zębowe | Zębowe apiko-laminalne | Zębowe laminalne | Dziąsłowo-podniebienne | Twardo-podniebienne | Miękko-podniebienne |                  |                  | Krtaniowe |
| Dwuwargowe   | Wargowo-zębowe | twarde                 | twarde           | Dziąsłowo-podniebienne | miękkie             | Miękko-podniebienne |                  |                  | Krtaniowe |
| ------------ | -------------- | ---------------------- | ---------------- | ---------------------- | ------------------- | ------------------- | ---------------- | ---------------- | --------- |
| Nosowe       | Nosowe         | [m] (м)                |                  | [n] (н)                |                     |                     | [ɲ] (н')         | [ŋ] (н)          |           |
| Zwarte       | Dźwięczne      | [b] (б)                |                  | [d] (д)                | [d͡z] (дз)           | [d͡ʑ] (дж)           | [ɟ] (д')         | [g] (ґ)          |           |
| Zwarte       | Bezdźwięczne   | [p] (п)                |                  | [v] (т)                | [t͡s] (ц)            | [t͡ɕ] (ч)            | [c] (т')         | [k] (к)          |           |
| Aproksymanty | Aproksymanty   | [w] (в/ў)              |                  |                        |                     |                     | [ʝ] (й)          |                  | [ɦ] (г)   |
| Szczelinowe  | Dźwięczne      |                        | [v] (в)          |                        | [z] (з)             | [ʒ] (ж)             |                  |                  | [ɦ] (г)   |
| Szczelinowe  | Bezdźwięczne   |                        | [f] (ф)          |                        | [s] (с)             | [ʃ] (ш)             |                  | [x] (х)          |           |
| Boczne       | Boczne         |                        |                  | l (л)                  |                     |                     | [ʎ] (л')         |                  |           |
| Drżące       | Drżące         |                        |                  |                        |                     | [r] (р)             |                  |                  |           |

Litera в wymawia się jako [w] na końcu sylaby lub słowa. Przed literami ґ, к litera н wymawia się jako [ŋ].

### Wpływy obcojęzyczne
Spółgłoska [f] była nieobecna w fonetyce prasłowiańskiej, a we współczesnych językach słowiańskich występuje tylko w zapożyczeniach (фабрика, фаза) i onomatopejach (фацнуц, форкац, фи), chyba że jako ubezdźwięcznione /v/. W języku wojwodińskorusińskim prasłowiańskie *g przeszło w /г/ [ɦ], ale w zapożyczeniach oraz wyrazach dźwiękonaśladowczych może występować /ґ/ [g], na przykład: гудак, плуг, ale ґереґа ґовля.
Pod wpływem języka serbskiego wymowa palatalnych spółgłosek /д’/ i /т’/ może zbliżyć się do afrykat, które w serbskim zapisuje się jako ђ i ћ odpowiednio. Krtaniowy /г/ pod wpływem serbskiego traci dźwięczność: zamiast гвозд i гвариц wymawia się хвозд (хвост) i хвариц.

## Gramatyka
Rzeczowniki w języku wojwodińskorusińskim charakteryzują się rodzajem i żywotnością, a odmieniają się przez liczbę i przypadki, podobnie jak w innych językach słowiańskich. Przymiotniki mają kategorie rodzaju, liczby, przypadku oraz stopniowania. Liczebniki i zaimki odmieniają się przez przypadki i rodzaje.
Czasowniki wyrażają procesy i mają kategorie czasu, osoby, trybu, strony, aspektu i liczby. Narzędzia gramatyczne, takie jak przysłówki, przyimki, spójniki, partykuły i wykrzyknienia, pełnią różne funkcje syntaktyczne, wyrażając relacje, związki i emocje w zdaniu. Formy czasowników obejmują:
- Bezokolicznik (na -ц): читац, писац.
- Czas teraźniejszy: читам, -ш, -∅, -ме, -це, -ю.
- Czas przyszły złożony (dla czasowników niedokonanych): будзем (-ш, -е; l.mn. -ме, -це, буду) читац.
- Czas przyszły prosty (dla czasowników dokonanych): пречитам, -ш, -∅, -ме, -це, -ю.
- Perfekt (czas przeszły): читал, -ла, -ло; l.mn. -ли dla wszystkich trzech rodzajów; albo: читал сом, читал ши, читал; l.mn. читали зме, читали сце, читали.
- Czas zaprzeszły (rzadko używany): я (ти, вон) бул читал; l.mn. ми (ви, вони) були читали; albo: бул сом читал, albo: були зме, були сце, були читали.
- Tryb rozkazujący: читай, 3. os. най чита, l.mn. читайме, читайце, 3. os. най читаю.
- Tryb przypuszczający: я (ти, вон) би читал; l.mn. ми (ви, вони) би читали; albo: читал бим, читал биш, читал (-ла, -ло) би; l.mn. читали бизме, читали бисце, би.
- Tryb przypuszczający przeszły: я би бул читал, albo читал бим бул.
- Imiesłów teraźniejszy: читаюци, робяци.
- Imiesłów przeszły dokonany: пречитани, скошени, забити.

### Odmiana rzeczowników i zaimków
| przypadek   | liczba pojedyncza | liczba pojedyncza | liczba pojedyncza | liczba mnoga | liczba mnoga | liczba mnoga |
| ----------- | ----------------- | ----------------- | ----------------- | ------------ | ------------ | ------------ |
| mianownik   | дом               | сушед             | конь              | доми         | сушеди       | конї         |
| dopełniacz  | дома              | сушеда            | коня              | домох        | сушедох      | коньох       |
| celownik    | дому              | сушедови          | коньови           | домом        | сушедом      | коньом       |
| biernik     | дом               | сушеда            | коня              | доми         | сушедох      | конї         |
| narzędnik   | домом             | сушедом           | коньом            | домами       | сушедами     | коньми       |
| miejscownik | домє/дому         | сушедови          | коньови           | домох        | сушедох      | коньох       |
| wołacz      | дому              | сушед             | коню              | доми         | сушеди       | конї         |

| przypadek   | liczba pojedyncza | liczba pojedyncza | liczba pojedyncza | liczba mnoga | liczba mnoga | liczba mnoga |
| ----------- | ----------------- | ----------------- | ----------------- | ------------ | ------------ | ------------ |
| mianownik   | место             | знанє             | каче              | места        | знаня        | качата       |
| dopełniacz  | места             | знаня             | качеца            | местох       | знаньох      | качатох      |
| celownik    | месту             | знаню             | качеца            | местом       | знаньом      | качатом      |
| biernik     | место             | знанє             | каче              | места        | знаня        | качата       |
| narzędnik   | местом            | знаньом           | качецом           | местами      | знанями      | качатми      |
| miejscownik | месце/месту       | знаню             | качецу            | местох       | знаньох      | качатох      |
| wołacz      | место             | знанє             | каче              | места        | знаня        | качата       |

| przypadek   | liczba pojedyncza | liczba pojedyncza | liczba pojedyncza | liczba mnoga | liczba mnoga | liczba mnoga |
| ----------- | ----------------- | ----------------- | ----------------- | ------------ | ------------ | ------------ |
| mianownik   | школа             | кухня             | косц              | школи        | кухнї        | косци        |
| dopełniacz  | школи             | кухнї             | косци             | школох       | кухньох      | косцох       |
| celownik    | школи             | кухнї             | косци             | школом       | кухньом      | косцом       |
| biernik     | школу             | кухню             | косц              | школи        | кухнї        | косци        |
| narzędnik   | школу             | кухню             | косцу             | школами      | кухнями      | косцами      |
| miejscownik | школи             | кухнї             | косци             | школох       | кухньох      | косцох       |
| wołacz      | школо             | кухньо            | косц(и)           | школи        | кухнї        | косци        |

Niektóre wyrazy, takie jak тато czy Владо mają mieszaną deklinację, podobnie jak w innych językach słowiańskich. Istnieje bardzo nieliczna grupa rzeczowników, które nie odmieniają się przez przypadki.
| przypadek   | liczba pojedyncza | liczba pojedyncza | liczba mnoga | liczba mnoga | zwrotny  |
| przypadek   | 1. osoba          | 2. osoba          | 1. osoba     | 2. osoba     | zwrotny  |
| przypadek   | ja                | ty                | my           | wy           | siebie   |
| ----------- | ----------------- | ----------------- | ------------ | ------------ | -------- |
| mianownik   | я                 | ти                | ми           | ви           | –        |
| dopełniacz  | мнє, ме           | тебе, це          | нас          | вас          | себе     |
| celownik    | мнє, ми           | тебе, це, ци      | нам          | вам          | себе     |
| biernik     | мнє, ме           | тебе, це          | нас          | вас          | себе, ше |
| narzędnik   | зо мну            | з тобу            | нами         | вами         | собу     |
| miejscownik | мнє               | тебе, це          | нас          | вас          | себе     |

| przypadek   | liczba pojedyncza     | liczba pojedyncza     | liczba pojedyncza | liczba mnoga |
| przypadek   | rodzaj męski          | rodzaj nijaki         | rodzaj żeński     | liczba mnoga |
| przypadek   | on                    | ono                   | ona               | oni/one      |
| ----------- | --------------------- | --------------------- | ----------------- | ------------ |
| mianownik   | вон                   | воно                  | вона              | вони         |
| dopełniacz  | його, нього, ньго, го | його, нього, ньго, го | єй, нєй           | їх, нїх, их  |
| celownik    | йому, ньому, му       | йому, ньому, му       | єй, нєй           | їм, нїм, им  |
| biernik     | його, нього, ньго, го | його, нього, ньго, го | ю, ню             | їх, нїх, их  |
| narzędnik   | з нїм                 | з нїм                 | з ню              | з нїма       |
| miejscownik | нїм/ньому             | нїм/ньому             | нєй               | нїх          |

## Klasyfikacja
Klasyfikacja języka wojwodińskorusińskiego pozostaje przedmiotem dyskusji. Jedna część badaczy języków słowiańskich zalicza wojwodińskorusiński do grupy zachodniosłowiańskiej, inna część – do grupy wschodniosłowiańskiej, tzw. trzecia zauważa jego przejściowy lub mieszany charakter.
W szczególności język wojwodińskorusiński uznawany był przez szwedzkiego slawistę Svena Gustavssona za zachodniosłowiański. Chorwacka badaczka pochodzenia rusińskiego Elena Barić oraz estoński slawista Aleksandr Dulitšenko uważają, że wojwodińskorusiński zajmuje pozycję pośrednią pomiędzy językami Słowian Zachodnich i Wschodnich. Najprawdopodobniej, zdaniem Aleksandra Dulitšenki, w systemie językowym wojwodińskorusińskim zachodzi niepełny proces przejścia osób posługujących się dialektami karpackorusińskimi na wschodniosłowackie lub będący wynikiem długotrwałej interferencji językowej gwar karpackorusińskich i wschodniosłowackich. Rosyjski językoznawca Siergiej Skorwid zwraca uwagę na „przejście dialektów wojwodińskorusińskich na dialekt wschodniosłowacki z regularnymi cechami zachodniosłowiańskimi, przy jednoczesnym zachowaniu indywidualnych elementów karpackorusińskich (wschodniosłowiańskich)”. Fiński językoznawca Tapani Salminen stwierdza, że o ile z perspektywy historycznej wojwodińskorusiński może być rozpatrywany jako peryferyjny dialekt wschodniosłowacki z wpływami zewnętrznymi, to obecnie bardziej uprawnione jest klasyfikowanie go jako odrębnego języka.
Serbski badacz pochodzenia rusińskiego Mihajlo Fejsa, rozpatrując cechy, według których języki słowiańskie tradycyjnie dzielą się na trzy gałęzie, stwierdził, że język wojwodińskorusiński w większym stopniu dzieli podstawowe cechy z językami zachodniosłowiańskimi, przede wszystkim z dialektami wschodniosłowackimi, niż z językami wschodniosłowiańskimi.
Pewne czynniki kulturowe wiążą ten język i jego użytkowników z tradycją wschodniosłowiańską (system pisma, religia – grekokatolicyzm). Dodatkowo w wojwodińskorusińskim zaznaczyły się wpływy południowosłowiańskie (serbskie), chociażby w zakresie nazewnictwa administracyjnego czy zasad interpunkcji.

### Porównanie
Poniżej umieszczona tabelka porównuje cechy języka wojwodińskorusińskiego oraz słowackiego i ukraińskiego, należących do zachodnio- i wschodniosłowiańskiej grupy odpowiednio.
| prasłowiański                 | prasłowiański                  | słowacki               | słowacki                   | wojwodińskorusiński    | wojwodińskorusiński       | ukraiński                  | ukraiński                     |
| ----------------------------- | ------------------------------ | ---------------------- | -------------------------- | ---------------------- | ------------------------- | -------------------------- | ----------------------------- |
| *kv, *gv przed *ě, *i         | *květ, *gvězda                 | kv, hv                 | kvet, hviezda              | kv, hv                 | квет, гвизда              | cv/kv, zv                  | цвіт/квіт, звізда             |
| *x przy 2. i 3. palatalizacji | *vьx-                          | š                      | vše (-možný)               | š?                     | вше                       | s                          | все                           |
| *dl, *tl                      | *modliti, *pletla              | dl, tl                 | modlic (dial.), plietla    | dl, tl                 | модлїц, плєтла            | l                          | молити, плела                 |
| wargowa + *j                  | *sypješi                       | wargowa                | sypeš                      | wargowa                | сипеш                     | wargowa + *l               | сиплеш                        |
| TORT, TOLT, TERT, TELT        | *dorga *golsъ, *berza, *melko  | TRAT, TLAT, TRET, TLET | dráha, hlas, breza, mlieko | TRAT, TLAT, TRET, TLET | драга, глас, бреза, млєко | TOROT, TOLOT, TERET, TELET | дорога, голос, береза, молоко |
| *ť, *kt, *ď                   | *vorťati, *nokti, *meďa, *meďi | c, dz                  | vracať, noc, medza, medzi  | c, dz                  | врацац, ноц, меджа, медзи | č, (d)ž                    | ворочати, ніч, ме(д)жа, між   |
| *(j)e-                        | *(j)esenь                      | je-                    | jeseň                      | є-                     | єшень                     | о-                         | осінь                         |
| *dobrajego, *dobrujemu        | *dobrajego, *dobrujemu         | dobrého, dobrému       | dobrého, dobrému           | доброго, доброму       | доброго, доброму          | доброго, доброму           | доброго, доброму              |